# Eberhard Hempel
Eberhard Hempel, född 30 juli 1886 i Dresden, död 16 september 1967 i Dresden, var en tysk arkitekturhistoriker, professor och författare.